# Östra gärdet
Östra gärdet est une localité suédoise située dans la commune de Falkenberg.